# Carl Friedrich Franz Benda
Carl Friedrich Franz Benda, auch Friedrich Franz Benda, Carl Benda, Franz Benda (getauft 24. Juni 1754 in Potsdam; † 1. Dezember 1816 in Berlin) war ein deutscher Kammermusiker. Er stammte aus der Musikerfamilie Benda.

## Leben
Carl Friedrich Franz Benda, jüngster Sohn des Hofmusikers und Kapellmeisters Joseph Benda, war als Violinist ab etwa 1779 Mitglied der königlichen Hofkapelle von Friedrich dem Großen.

## Werke
Kompositionen sind nicht nachzuweisen, fraglich eine in Leipzig mit F. C. Benda gekennzeichnete Symphonie.